# Antonae centrotoides
Antonae centrotoides är en insektsart som beskrevs av Walker. Antonae centrotoides ingår i släktet Antonae och familjen hornstritar. Inga underarter finns listade i Catalogue of Life.